# 哲学的論理学
哲学的論理学（英: Philosophical logic）は、論理学の方法を用いて哲学的な問題を扱う論理学の一分野である。
論理学の哲学が論理学についての考察であれば、哲学的論理学は認識論的、形而上学的な問題について論理学の知識をもとに検討するものと考えることができる。しかし哲学的論理学は立場が曖昧で、とくに日本では「哲学的論理学」という用語でもって特別の分野を意味することは少ない。また哲学的論理学は、19世紀末フレーゲに始まる数理論理学の発達以前の、ギリシアより続く伝統的な論理学の伝統を継続するものと考えることもできる。